# Henri Jadart
Henri Jadart, né le 17 novembre 1847 à Rethel et mort le 5 septembre 1921 à Reims, est un bibliothécaire français.

## Biographie
Il avait fait ses études aux collège Notre-Dame de Rethel puis une licence en droit à Nancy en 1868. Quelque temps à l'École nationale des chartes[réf. souhaitée] et stagiaire à la Cour de Paris. Mais des problèmes de santé le forcèrent à se retirer à la campagne.
Charles Henri Jadart fut juge suppléant dans sa ville natale en 1873, puis à Reims en 1878. Il abandonna la magistrature en 1886 et fut nommé conservateur-adjoint de la Bibliothèque. Il succéda à Eugène Courmeaux en 1895, comme conservateur de la Bibliothèque et du Musée, jusqu'en 1914. Il a laissé sur Reims et la Champagne, une véritable mine de travaux (sa bibliographie ne compte pas moins de 359 titres) et de documents historiques de toute nature. Il participa à de nombreux ouvrages avec notamment Louis Demaison et Charles Givelet.
Membre très actif de l'Académie nationale de Reims, il y entrait en 1878 et en fut, pendant 40 ans, le secrétaire général. Il le fut aussi de nombreuses autres sociétés savantes et en particulier de la Société française d'archéologie pour laquelle il eut un rôle prépondérant lors de son congrès de 1911 qui se tint à Reims.
Chevalier de la Légion d'honneur et de l'Instruction publique, il épousa Louise Marie Givelet (1851-1930) et leur fils, officier de la Coloniale mourait lors d'une expédition vers le centre de l'Afrique. Ils reposent dans le canton 12 du  cimetière du Nord. Il reçut aussi une médaille d'or en 1904 par la Société des Antiquaires, en 1912 une médaille de l'Académie des inscriptions et belles-lettres pour le Concours des Antiquités Nationale. Une rue de Rethel et une à Reims portent son nom.

## Publications
- Les édifices religieux du département des Ardennes - Essai de statistique et de bibliographie, L. Michaud, libraire éditeur, Reims, 1906.

## Source
- Louis Demaison, Henri Jadart Sa Vie et ses œuvres, 1847-1921, Almanach historique administratif et commercial de la Marne de l'Aisne et des Ardennes, Matot-Braine, Reims, 1922, p.321.